# Digitaria quinhonensis
Digitaria quinhonensis är en gräsart som beskrevs av Aimée Antoinette Camus. Digitaria quinhonensis ingår i släktet fingerhirser, och familjen gräs. Inga underarter finns listade i Catalogue of Life.